# Katharina Dürr
Katharina Dürr (ur. 28 lipca 1989 w Monachium) – niemiecka narciarka alpejska, srebrna medalistka mistrzostw świata juniorów.

## Kariera
Pierwszy raz na arenie międzynarodowej Katharina Dürr pojawiła się 26 listopada 2004 roku w Kirunie, gdzie w zawodach FIS Race w slalomie nie ukończyła pierwszego przejazdu. W 2007 roku wystartowała na mistrzostwach świata juniorów w Altenmarkt, zdobywając srebrny medal w slalomie. W zawodach tych rozdzieliła na podium Ilkę Štuhec ze Słowenii oraz Austriaczkę Simone Streng. Podczas rozgrywanych rok później mistrzostw świata juniorów w Formigal także wystąpiła tylko w slalomie, jednak nie ukończyła zawodów. Brała ponadto udział w mistrzostwach świata juniorów w Garmisch-Partenkirchen, gdzie slalom ukończyła na siódmej pozycji.
W zawodach Pucharu Świata zadebiutowała 29 grudnia 2007 roku w Lienzu, zajmując 26. miejsce w slalomie. Tym samym już w swoim debiucie wywalczyła pierwsze pucharowe punkty. Nigdy nie stanęła na podium zawodów tego cyklu, najwyższą lokatę uzyskała 12 stycznia 2010 roku we Flachau, gdzie slalom ukończyła na piątej pozycji. Najlepsze wyniki osiągała w sezonie 2009/2010, kiedy zajęła 46. miejsce w klasyfikacji generalnej. W 2011 roku wystartowała na mistrzostwach świata w Garmisch-Partenkirchen, zajmując 23. miejsce w slalomie. Nie brała udziału w igrzyskach olimpijskich. W 2010 roku zdobyła mistrzostwo Niemiec w superkombinacji.
Jej ojciec, Peter Dürr oraz siostra Lena także uprawiali narciarstwo alpejskie.

## Osiągnięcia

### Mistrzostwa świata
| Miejsce | Dzień     | Rok  | Miejscowość            | Konkurencja | Czas biegu  | Strata  | Zwyciężczyni   |
| ------- | --------- | ---- | ---------------------- | ----------- | ----------- | ------- | -------------- |
| 23.     | 19 lutego | 2011 | Garmisch-Partenkirchen | Slalom      | 1:45,79 min | +4,34 s | Marlies Schild |

### Mistrzostwa świata juniorów
| Miejsce | Dzień     | Rok  | Miejscowość | Konkurencja | Czas biegu  | Strata  | Zwyciężczyni         |
| ------- | --------- | ---- | ----------- | ----------- | ----------- | ------- | -------------------- |
| 2.      | 11 marca  | 2007 | Altenmarkt  | Slalom      | 1:44,23 min | -       | Ilka Štuhec          |
| DSQ2    | 28 lutego | 2008 | Formigal    | Slalom      | 1:33,85 min | -       | Michaela Kirchgasser |
| 7.      | 1 marca   | 2009 | Ga-Pa       | Slalom      | 1:42,07 min | +1,47 s | Denise Feierabend    |

### Puchar Świata

#### Miejsca w klasyfikacji generalnej
- sezon 2007/2008: 90.
- sezon 2008/2009: 116.
- sezon 2009/2010: 46.
- sezon 2010/2011: 47.
- sezon 2011/2012: 93.

#### Miejsca na podium
Dürr nigdy nie stanęła na podium zawodów PŚ.